# Venganza catalana

... los almugavers cridaven: Desperta ferres!, Desperta! [...] Que us dire? La batayla fo molt fort et cruell; mas a la fin, tots los ffranchs levaren un crit e cridaren: 'Aragó!, Aragó!' / '... los almogávares gritaban: ¡Despierta hierro!, ¡Despierta! [...] ¿Qué os diré? La batalla fue muy fuerte y cruel; pero al fin, todos los francos levantaron una voz y gritaron: ¡Aragón!, ¡Aragón!'.

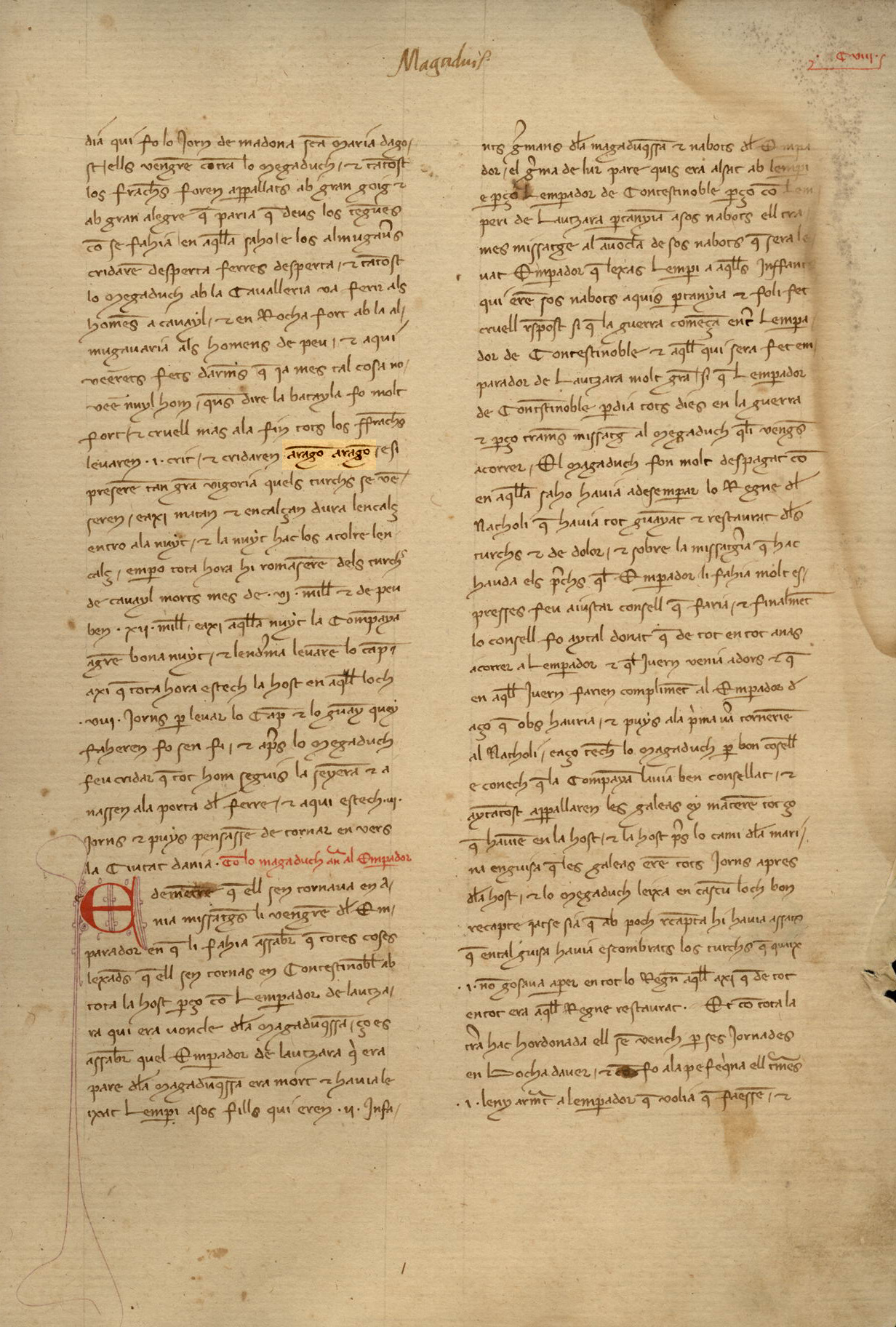
Folio 114r de la Crónica de Ramón Muntaner, donde se describen los gritos de guerra utilizados por los almogávares:... los almugavers cridaven: Desperta ferres!, Desperta! [...] Que us dire? La batayla fo molt fort et cruell; mas a la fin, tots los ffranchs levaren un crit e cridaren: 'Aragó!, Aragó!' / '... los almogávares gritaban: ¡Despierta hierro!, ¡Despierta! [...] ¿Qué os diré? La batalla fue muy fuerte y cruel; pero al fin, todos los francos levantaron una voz y gritaron: ¡Aragón!, ¡Aragón!'.

La llamada Venganza catalana (Venjança catalana) sucedió como consecuencia del asesinato de Roger de Flor y unos cien almogávares de la Gran Compañía catalana (soldados mercenarios aragoneses, valencianos y catalanes de la Corona de Aragón) por parte de los bizantinos. Tras el asesinato, los almogávares repelieron ferozmente ataques de los bizantinos y saquearon toda Grecia, especialmente la Tracia a los gritos de "Aragón, Aragón", "Sant Jordi" y "Desperta Ferro". Pasado un tiempo fundaron los ducados de Atenas y Neopatria.
Todavía persiste en la actualidad el recuerdo de estas acciones bajo la figura del Katalan, un guerrero-gigante sediento de sangre que se usa para asustar a los niños en algunos países balcánicos. Además la palabra "Katalan" en tosco (lengua de Albania) significa monstruo y aún hoy, si un griego quiere maldecir a alguien, le increpa: "Así te alcance la venganza de los catalanes".[cita requerida]

## La Venganza en la actualidad
La presencia de la Compañía dejó una huella en el folclore y las leyendas populares de las diferentes regiones donde pasaron (área Balcánica y Grecia). Cabe decir que parte de este sustrato ha llegado hasta la actualidad y que gran parte de este (si no todo), debido a la devastación provocada por los almogávares, es de carácter negativo.
De la región de Tracia nos llega el refrán: que la venganza de los catalanes caiga sobre ti.
En Bulgaria las expresiones "Catalán" e "Hijo catalán" significan "hombre malvado, sin alma, torturador". Esta mala fama llegó a trascender los límites del folclore para influir en poetas, como Ivan M. Vazov, que en el poema Piratas, publicado por primera vez en 1915, cita a los catalanes junto a los turcos como los mayores opresores de la nación búlgara.
En Tesalia la expresión "¡Eres un catalán!" era proferida como insulto hasta finales del siglo XX.
En Grecia:
- En Atenas los niños de dicha ciudad acompañaban su juego con la siguiente canción insultante:

"Francos, varegos,
"pechos" catalán,
te lavas, te peinan,
y con mierda te rebozas".
- En la región de Parnaso se recogió el refrán: "huir de los turcos para caer en los catalanes".
- En la isla de Eubea se sabe que en la primera mitad del siglo XX la palabra "catalán" era proferida en la región de Káristos como insulto y se tiene documentada la utilización de una forma aberrante de esta palabra como renombre sarcástico:

"Cataloi. Mote de un campesino desocupado del pueblo de Pirgos, en la región de Káristos (...) A veces se da a aquellos a quienes se quiere insultar".
- En Hipatia (Patras, capital del Ducado de Neopatria) todavía están presentes muchas maledicencias, leyendas y canciones.

Acerca de la toponimia en el cercano pueblo de Miles hay un arroyo que lleva por nombre Catalán.
Refranes y dichos:
"Que te vea bajo la espada de un catalán"
"El griego se lavaba y el catalán se enmerdaba", en referencia a la suciedad de los catalanes (dicho que es muy utilizado, en toda Grecia, para describir a los catalanes).
En referencia a la irreverencia de los catalanes hacia la religión, encontramos diferentes ejemplos:
"El catalán come carne incluso en Viernes Santo",
"Ayuna como el catalán", para referirse a quien no ayuna.
En el cancionero popular también están presentes diferentes ejemplos:
En la balada popular La maldición de la abandonada, entre las calamidades que desea la protagonista a quien le ha abandonado aparecen los siguientes versos:
"Que caigas bajo espadas francas y en manos de catalanes
que te aten las manos con unas esposas y te estrujen el cuello con un garrote".
Canción de cuna cantada hasta hace poco en Hipatia:
"Sale el sol para Arta
e ilumina toda Patras.
Señor sol y rey,
dame fuerza y coraje
para ceñirme siete espadas
y luchar contra los francos,
contra los francos y los varegos,
contra los perros catalanes.
Perro catalán,
no ayunas el viernes,
ni ayunas el sábado,
cuando Cristo está en la tumba.
Los hijos de la Romania
son como leones en su corazón,
son como leones, son como halcones,
son como los delfines del mar".

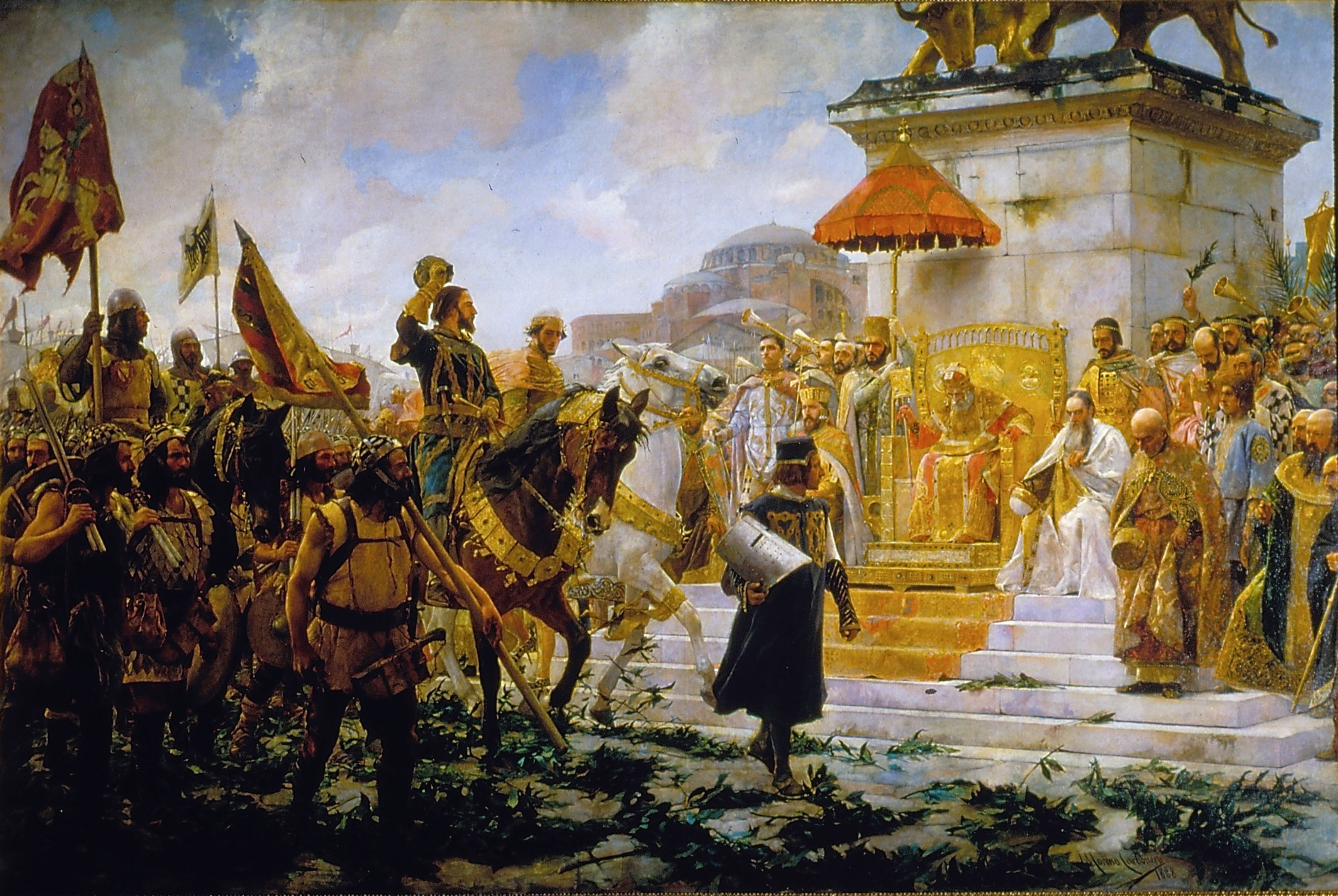
Entrada de Roger de Flor en Constantinopla, de José Moreno Carbonero. 1888. (Palacio del Senado de España).

Asimismo en la región de Mani, al sur de Laconia, se conserva un recuerdo admirativo de los almogávares, y la palabra catalán se utilizaba a veces como nombre propio; como ejemplo, en el pueblo de Piondes (Laguia) existía hasta hace poco una familia con el apellido "Catalán".
En la Argólida, península del Peloponeso, "catalana" era el peor insulto que se podía decir a una mujer, como se pone de manifiesto en la expresión: "Ah catalana, mil torcidos me has hecho".
En la actual Albania, la palabra "catalán" significa "hombre feo y malvado". Así mismo para "Catalán" ("Katallani") se designa, en el folclore albanés, un monstruo con un solo ojo, que recuerda en muchos aspectos al cíclope Polifemo. Dicho cíclope aparece representado como un herrero salvaje que se alimenta de carne humana, sin rodillas, por lo que no puede agacharse, y con piernas largas como mástiles de barco. A él se enfrenta un joven héroe llamado Dedaliya, que lo vence con ayuda de su astucia. Esta tradición, en diferentes versiones, se llama normalmente con el título de Dedalo dhe Katallani (Dédalo y Catalán).